# Leandrinho Barrios
Leandro Barrios Rita dos Martires (Brasilia, Brasil, 6 de junio de 1986) es un futbolista profesional brasileño que se desempeña como Delantero.

## Trayectoria
Inició su carrera con el Portuguesa Santista en el 2004, equipo con el que ya había realizado su proceso de ligas menores. Al siguiente año pasaría a formar parte del Londrina Esporte Clube, logrando 4 goles en 9 partidos. Posteriormente iniciaría su carrera internacional al vincularse con el Club Sport Herediano de la Primera División de Costa Rica en el 2006, equipo con el que consigue 23 anotaciones en 45 encuentros. Sus buenas actuaciones con los florenses le permite vincularse a la temporada siguiente con el SV Zulte Waregem de la Primera División de Bélgica, marcando 11 goles en 19 partidos. Regresaría al Club Sport Herediano en 2008, donde lograría alcanzar el subcampeonato en el Campeonato de Verano 2009. Al año siguiente pasaría a militar con el FC Paços de Ferreira de la Primeira Liga por un periodo corto, ya que regresaría a Costa Rica pero en esta ocasión para formar parte de la Liga Deportiva Alajuelense. Con los manudos alcanzaría los títulos de campeón en los torneos de Invierno 2010 y Verano 2011.
Luego pasaría a formar parte de equipos como el Sanat Mes Kerman FC de la Iran Pro League en el 2011, el  Al-Raed de la Primera División de Arabia Saudita en el 2012 y el Club Social y Deportivo Municipal de la Liga Nacional de Fútbol de Guatemala en el 2013. En 2013 ficha por el Club Sport Herediano de la Primera División de Costa Rica, equipo con el que logra el subcampeonato en el Invierno 2013. Desde junio de 2014, milita en el Atlético San Luis del Ascenso MX.
Vuelve por cuarta vez al Club Sport Herediano de la Primera División de Costa Rica, en el 2015 y después se vincularía a la SüperLig de Turquía, dónde militaría en el Denizlispor (2015-2016) y el Sivasspor (2016-2020).
Vuelve a Costa Rica para jugar por quinta vez en el Club Sport Herediano en la Primera División.

## Clubes
| Club                   | País           | Año         |
| ---------------------- | -------------- | ----------- |
| Portuguesa Santista    | Brasil         | 2004 - 2005 |
| Londrina Esporte Clube | Brasil         | 2005 - 2006 |
| Herediano              | Costa Rica     | 2006 - 2007 |
| SV Zulte Waregem       | Bélgica        | 2007 - 2008 |
| Herediano              | Costa Rica     | 2008 - 2009 |
| FC Paços de Ferreira   | Portugal       | 2009 - 2010 |
| Alajuelense            | Costa Rica     | 2010 - 2011 |
| Sanat Mes Kerman FC    | Irán           | 2011 - 2012 |
| Al Raed Club           | Arabia Saudita | 2012 - 2012 |
| CSD Municipal          | Guatemala      | 2012 - 2013 |
| Herediano              | Costa Rica     | 2013 - 2014 |
| Atlético San Luis      | México         | 2014 - 2015 |
| Herediano              | Costa Rica     | 2015        |
| Denizlispor            | Turquía        | 2015 - 2016 |
| Sivasspor              | Turquía        | 2016 - 2020 |
| Herediano              | Costa Rica     | 2020 - 2021 |

## Palmarés
| Título           | Club                       | Año           |
| ---------------- | -------------------------- | ------------- |
| Primera División | Liga Deportiva Alajuelense | Invierno 2010 |
| Primera División | Liga Deportiva Alajuelense | Verano 2011   |